# Paulo Amaral
Paulo Lima Amaral (ur. 18 października 1923 w Rio de Janeiro, zm. 1 maja 2008 tamże) – brazylijski piłkarz i trener piłkarski.
Paulo Amaral trenował drużynę Juventusu przez dwa sezony: 1962/1963 i 1963/1964. W sezonie 1962/1963 zdobył z drużyną „Starej Damy” wicemistrzostwo Włoch.
W 1958 odpowiadał za kondycyjne przygotowanie reprezentacji Brazylii, która sięgnęła w Szwecji po mistrzostwo świata.